# Benjamin Bahtiri
Benjamin Bahtiri (Mitrovicë, 17 mei 1992) is een Nederlands-Kosovaars voetballer die als middenvelder speelt.

## Carrière
Benjamin Bahtiri maakte zijn debuut voor Helmond Sport op 12 augustus 2011, in de met 3-2 gewonnen thuiswedstrijd tegen Sparta Rotterdam. Hij kwam in de 79e minuut in het veld voor Jeffrey Altheer. Na één seizoen bij Helmond Sport, werd zijn contract niet verlengd. Na een jaar zonder club gezeten te hebben, speelde hij in het seizoen 2013/14 voor amateurclub VV Gemert. Dit leverde hem een transfer op naar Fortuna Sittard, waar hij alleen in het tweede elftal speelde. Na enkele jaren als bankzitter en reserve bij Fortuna Sittard, vertrok hij in de winterstop van 2017 naar FC Esperanza Pelt.

### Statistieken
| Seizoen                        | Club            | Land           | Competitie     | Competitie | Competitie | Beker | Beker | Overig | Overig | Totaal | Totaal |
| Seizoen                        | Club            | Land           | Competitie     | Wed.       | Dlp.       | Wed.  | Dlp.  | Wed.   | Dlp.   | Wed.   | Dlp.   |
| ------------------------------ | --------------- | -------------- | -------------- | ---------- | ---------- | ----- | ----- | ------ | ------ | ------ | ------ |
| 2011/12                        | Helmond Sport   | Nederland      | Eerste divisie | 6          | 0          | 0     | 0     | 1      | 0      | 7      | 0      |
| 2014/15                        | Fortuna Sittard | Nederland      | Eerste divisie | 0          | 0          | 0     | 0     | 0      | 0      | 0      | 0      |
| 2015/16                        | Fortuna Sittard | Nederland      | Eerste divisie | 0          | 0          | 0     | 0     | 0      | 0      | 0      | 0      |
| 2016/17                        | Fortuna Sittard | Nederland      | Eerste divisie | 0          | 0          | 0     | 0     | 0      | 0      | 0      | 0      |
| Carrièretotaal                 | Carrièretotaal  | Carrièretotaal | Carrièretotaal | 6          | 0          | 0     | 0     | 1      | 0      | 7      | 0      |
| Bijgewerkt op 24 februari 2017 |                 |                |                |            |            |       |       |        |        |        |        |